# Ian Hacking
Ian MacDougall Hacking (ur. 18 lutego 1936 w Vancouver, zm. 10 maja 2023) – kanadyjski filozof specjalizujący się w filozofii nauki.

## Życiorys
Urodził się w Kanadzie, gdzie w roku 1956 ukończył studia matematyczno-fizyczne na Uniwersytecie Kolumbii Brytyjskiej. Edukację kontynuował w Trinity College na Uniwersytecie Cambridge, gdzie najpierw uzyskał dyplom magisterski (1958), a następnie obronił doktorat (1962) z etyki.
Karierę wykładowcy rozpoczął na Uniwersytecie Kolumbii Brytyjskiej najpierw jako adiunkt, a później jako profesor nadzwyczajny. Przez pewien czas wykładał także na Uniwersytecie Mekerere w Ugandzie, po czym w roku 1969 przyjął posadę na Uniwersytecie Cambridge. W 1974 roku wrócił do Ameryki Północnej gdzie najpierw został wykładowcą na Uniwersytecie Stanfordzkim, a następnie na Uniwersytecie w Toronto. W Toronto uzyskał tytuł profesora filozofii. W latach 2000–2006 kierował Katedrą Filozofii i Historii Nauki w Collège de France.

## Twórczość i poglądy
Hacking znany jest z przywiązywania dużej wagi do roli, jaką w filozofii nauki pełni historia. Uważał, że aby zrozumieć aktualny stan nauki, należy poznać kontekst, który towarzyszył procesowi jego formowania. Z racji wszechstronnego wykształcenia w swojej twórczości poruszał kwestie bardzo od siebie odległe, często mieszając nauki ścisłe z humanistycznymi. W swoich publikacjach często porusza kwestie związane z matematyką (teoria prawdopodobieństwa, logika, historia matematyki), psychologią, filozofią i socjologią.

## Nagrody i wyróżnienia
- 2002 – nagroda Killama(inne języki)
- 2004 – Order Kanady – najwyższe cywilne odznaczenie przyznawane w uznaniu całokształtu zasług Kanadyjczykom, którzy wybitnie przysłużyli się swojemu krajowi
- 2009 – rząd Norwegii przyznał mu Nagrodę Holberga za badania nad wpływem statystyki i teorii prawdopodobieństwa na kształt społeczeństwa

## Publikacje
Jego książki zostały przetłumaczone na kilkanaście języków.
- The Logic of Statistical Inference (1965)
- A Concise Introduction to Logic (1972)
- Why Does Language Matter to Philosophy? (1975)
- The Emergence of Probability (1975)
- Representing and Intervening, Introductory Topics in the Philosophy of Natural Science (1983)
- (red.) Exercises in Analysis: Essays by Students of Casimir Lewy (1985)
- The Taming of Chance (1990)
- Le Plus pur nominalisme. L'énigme de Goodman: 'Vleu' et usages de 'Vleu' (1993)
- Rewriting the Soul: Multiple Personality and the Sciences of Memory (1995)
- Mad Travelers: Reflections on the Reality of Transient Mental Illnesses (1998)
- The Social Construction of What? (1999)
- An Introduction to Probability and Inductive Logic (2001)
- Historical Ontology (2002)
- Scientific Reason (2009)
- Why is there Philosophy of Mathematics at all? (2014)

### Publikacje po polsku
- Poskromienie przypadku, Spichlerz nauki, Wymyślanie ludzi, "Kultura Popularna" 3 (25) 2010
- O wytwarzaniu ludzi na stronie Ekologia i Sztuka[3]
- Niejedności nauki, Studia Philosophica Wratislaviensia, 1/2008